# Gräfin Mariza
La contessa Maritza (in tedesco: Gräfin Mariza) è un'operetta in tre atti di Julius Brammer ed Alfred Grünwald, con le musiche di Emmerich Kálmán che ha la prima assoluta con grande successo al Theater an der Wien il 28 febbraio 1924 diretta da Anton Paulik con Richard Waldemar, Max Hansen (tenore), Hubert Marischka e Hans Moser arrivando a 374 recite.
Come Countess Mariza ha la prima il 18 settembre 1926 nel Shubert Theatre di New York per il Broadway theatre dove arriva a 321 recite, al Palace Theatre di Londra il 6 luglio 1938 con successo ed al Teatro Sadler's Wells nel 1983. 
Come La comtesse Maritza ha la prima il 27 febbraio 1930 a Mulhouse per l'Opéra national du Rhin ed il 27 maggio 1931 a Parigi diretta da Paulik.
La contessa Maritza va in scena al Teatro Reinach di Parma il 1º ottobre 1926.
Nel 1995 ha la prima al Santa Fe Opera, nel 2006 va in scena a Lione, nel 2007 a Mosca e nel 2010 a Lamalou-les-Bains e Ath.
Nel 2016 va in scena al Teatro Alighieri per il Ravenna Festival con il Corpo di Ballo del Teatro dell’Operetta di Budapest e l'Orchestra Filarmonica Kodály di Debrecen.

## Discografia parziale
- Gräfin Mariza - Münchner Rundfunkorchester/Werner Schmidt-Boelke/Sari Barabas/Rudolf Schock, 1957 The Art Of Singing
- Gräfin Mariza - Orchestra della Tonhalle di Zurigo/Victor Reinshagen/Lore Hoffmann/Emmy Loose/Leni Funk/Rupert Glawitsch/John Hendrik, 2011 The Art Of Singing
- Gräfin Mariza - Anneliese Rothenberger/Nicolai Gedda/Olivera Miljakovic/Edda Moser/Kurt Böhme/Willi Brokmeier/Chor der Bayerische Staatsoper München/Symphonie-Orchester Graunke/Willy Mattes, Warner
- Gräfin Mariza - Orchester & Chor der Wiener Volksoper/Anton Paulik/Németh Marika, Mastercorp